# أمين زندكاني
أمين زندكاني (بالفارسية: امین زندگانی) (من مواليد 27 أغسطس 1972 في طهران، إيران) هو ممثل سينمائي، وتلفزيوني أيراني.

## حياته ونشأته
درس في كلية المسرح والدراما بطهران. أول مشاركاته في السينما الإيرانية كانت في العام 1998م. اشتهر في دور الملك سليمان في الفيلم الإيراني مملكة سليمان 2008. يعتبر زندكاني الآن من أبرز وجوه السينما الإيرانية بفضل مشاركاته الفاعلة. مثل دور مسلم بن عقيل في مسلسل المختار الثقفي للمخرج داوود مير باقري. مثل دور النبي سليمان في فيلم مملكة النبي سليمان.

## مسلسلات
- البراءة المفقودة (معصوميت از دست رفته)
- المختار الثقفي (مختار نامه)
- فترة الشباب (روزكار جواني)
- ذكريات رجل غير مكتملة
- كل شيء هناك

## أفلام
- مملكة النبي سليمان
- طريق الجنة
- أيام الاضطراب
- الفتاة شينا